# 信頼区間

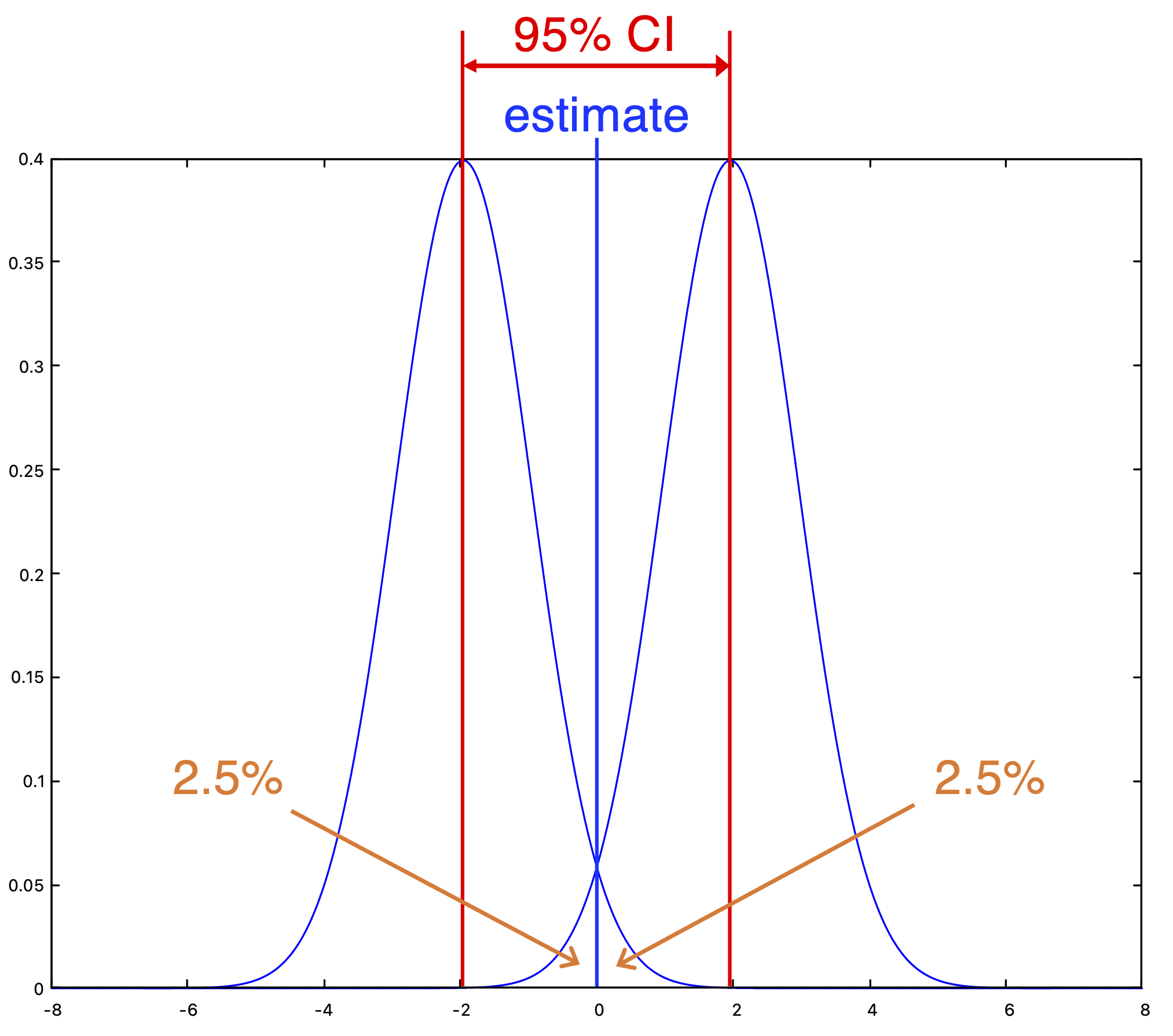
95%信頼区間の図解。中央が推定値（estimate）。

信頼区間（しんらいくかん、英: Confidence interval, CI）とは、統計学で母集団の真の値（母平均等）が含まれることが、かなり確信 (confident) できる数値範囲のことである。例えば95%CIとは、信頼区間を計算するために用いた数学的モデルが有意水準α = 0.05の仮説検定で棄却されないパラメーターの範囲を指す。真の値は未測定であっても確率変数ではなく、特定の区間に含まれるか含まれないかは確定している。
数学的には、母数空間 Θ 上の関数 g: Θ → R が母数 θ ∈ Θ でとる値 g(θ) を統計的に推定するために用いられる区間をいう。実数 0 < α < 1 と（観測できない）母数 θ により定まる確率分布 P = Pθ をもつ母集団からの標本 X1, …, Xn に関する統計量 a, b が不等式
{\displaystyle P(a\leq g(\theta )\leq b)\geq 1-\alpha }
を満たすとき、区間 [a, b] を g(θ) の 100(1 − α)% 信頼区間という。値 1 − α（または 100(1 − α)%）は、信頼水準（英: confidence level）または信頼係数（英: confidence coefficient）と呼ばれ、慣習的には95%や99%（つまり α = 0.05, 0.01）などの数値を用いる。これを
○% CI [a, b]
と表記することもある。
例えば「信頼水準95%で、投票者の35%から45%がA候補を支持している」といったとき、95%というのが信頼水準で、35%から45%というのが信頼区間、g(θ) に当たるのはA候補の支持率である。
2019年には科学者800人超が『Nature』に署名を掲載し、誤って使われていることも多い「統計的有意性」を使うのをやめて信頼区間を互換区間（compatible interval、調和区間、適合区間、非矛盾区間）という言葉に言い換えて使用すべきだとされた。

## 解釈

95%信頼区間の例。50の信頼区間のうち3つには母平均μが含まれていない。

上の言い方は「候補Aの支持率が35%から45%である確率は95%である」
というふうにとられやすいが、これは（少なくとも従来の統計学の主流的考え方としては）誤解である。
別の例として、観測値から海王星の質量を推定する場合を以下に記す。
1.「信頼水準90%で、海王星の質量は a から b の間である」
とは言えるが、観測から得られた値 a と b に基づいて
2.「海王星の質量が a から b の間に入る確率は90%である」
と言うことはできない。質量はあくまで定数であって、誤差が生じるのは観測による、つまり a と b が誤差を含む統計量だからである。従来の統計学（確率を頻度として定義する頻度主義統計学）の考え方では海王星の例（1）を言い直せば、
1'. 「同じ測定を10回行えば、9回程度の頻度（割合）で『海王星の質量は a から b の間である』という測定結果が得られる」
ということになる。
ただし、確率を信頼の度合いとして定義するベイズ統計学の考え方では、2のような言い方は必ずしも誤りではない。この場合、普通用いられる考え方はベイズ信用区間（Bayesian credible interval）である。これはまず θ の値として予想される事前確率分布から出発して、次に観測データが与えられた条件での θ の条件付確率分布を求め、これを事後確率分布として“信頼”区間の表現に用いる方法である。

## 具体例
X1, …, Xn を、平均 μ、分散 σ2 > 0 の正規分布に従う母集団から抽出した独立な標本とする。そこで標本平均と不偏分散をそれぞれ
{\displaystyle {\begin{aligned}{\overline {X}}&={\frac {1}{n}}\textstyle \sum \limits _{i=1}^{n}X_{i}\\S^{2}&={\frac {1}{n-1}}\textstyle \sum \limits _{i=1}^{n}(X_{i}-{\overline {X}})^{2}\end{aligned}}}
とおけば
{\displaystyle T={\frac {{\overline {X}}-\mu }{S/{\sqrt {n}}}}}
は自由度 n − 1 のt分布に従う。ここで T が従う分布は（観測できない）母数 θ = (μ, σ2) にはよらないことに注意。
tn−1(α) をこの分布の上側100α%点とすれば
{\displaystyle P{\big (}-t_{n-1}(\alpha /2)\leq T\leq t_{n-1}(\alpha /2){\big )}=1-\alpha }
となる。したがって
{\displaystyle P\left({\overline {X}}-t_{n-1}(\alpha /2){\frac {S}{\sqrt {n}}}\leq \mu \leq {\overline {X}}+t_{n-1}(\alpha /2){\frac {S}{\sqrt {n}}}\right)=1-\alpha }
が成り立ち、平均 g(θ) = μ の 100(1 − α)% 信頼区間
{\displaystyle \left[{\overline {X}}-t_{n-1}(\alpha /2){\frac {S}{\sqrt {n}}},\quad {\overline {X}}+t_{n-1}(\alpha /2){\frac {S}{\sqrt {n}}}\right]}
が得られる。